# Allendale (Australia)
Allendale – miasto w Australii, w stanie Wiktoria. W 2005 r. miasto to zamieszkiwało 330 osób.